# 约瑟夫·奥德洛日尔
约瑟夫·奥德洛日尔（捷克語：Josef Odložil，1938年11月11日—1993年9月10日），捷克男子田径运动员。他曾代表捷克斯洛伐克参加1964年和1968年夏季奥林匹克运动会田径比赛，其中1964年奥运会获得一枚银牌。